# Заводське (аеропорт)
Аеропорт Заводське (ICAO: UKFW) — аеропорт місцевих повітряних авіаліній, розташований за 5 км на південний захід від Сімферополя (столиці Автономної Республіки Крим).
Після російської окупації Криму в 2014 році аеропорт став обслуговувати тільки рейси з/в Росію.
Поблизу також знаходиться аеропорт Сімферополь.

## Історія
Заснований в 1914 для випробувань літаків, що мали випускатись заводом аеропланів «Анатра» в Сімферополі. Був побудований як ґрунтовий в 1915 безпосередньо біля заводу. У 1915 році завод «Анатра» випускає першу продукцію — винищувач «Ньюпор-4». Пізніше — досконаліший — «Ньюпор-17». Перша світова війна тривала, потреба у літаках зростала, виробництво розширялось і в 1917 було випущено 45 літаків. Не зважаючи на постійну зміну влади на півострові, завод продовжував випускати продукцію аж до 1922.
На території аеродрому діяв авіаспортклуб ТСОАВІАХІМ, одним з вихованців клубу був легендарний льотчик, двічі Герой Радянського Союзу Амет-Хан Султан. Крім нього ще 10 випускників клубу стали Героями Радянського Союзу. На честь героїчних пілотів на території аеродрому встановлено пам'ятник та меморіальні таблички.
До розвалу СРСР аеропорт відправляв рейси що перевозили вантажі та пасажирів по Криму. А з 1969 року в аеропорту почали базуватися гелікоптери санітарної авіації. Нині на території аеродрому діють авіаклуб та музей.